# 204. lovski letalski polk (JLA)
Za druge 204. polke glejte 204. polk.
204. lovski letalski polk je bil letalski polk v sestavi Jugoslovanske ljudske armade.

## Organizacija
27. junij 1991
- štab
- 126. lovska letalska eskadrilja (MiG-21bis)
- 127. lovska letalska eskadrilja (14x MiG-29, 2x MiG-29UB)